# Carlo Roberti

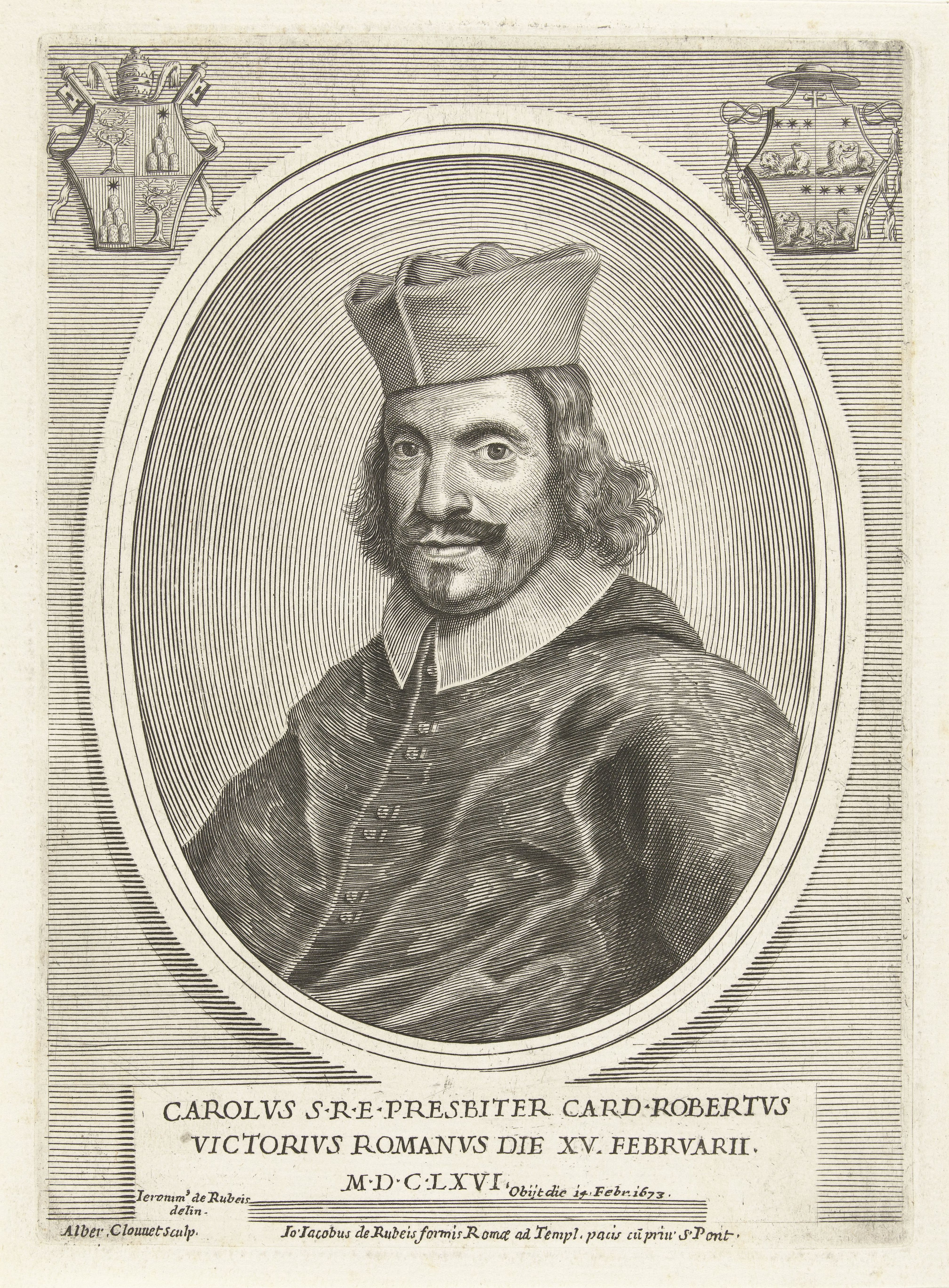
Carlo Kardinal Roberti (Druck von Albertus Clouwet, um 1675)

Carlo Roberti (* 1605 in Rom; † 14. Februar 1673 ebendort) war ein italienischer Erzbischof und Kardinal.

## Biografie
Carlo Roberti wurde 1605 in Rom als Mitglied einer Patrizierfamilie geboren. Sein Nachname wird auch als Roberto de‘ Vittori angeführt. Sein Studium schloss er in Philosophie und Theologie ab.
Als päpstlicher Prälat war er Gouverneur mehrerer Städte des Kirchenstaates und von 1623 bis 1644 Gouverneur, später Vizegouverneur, der Romagna. Er war Referendar am Tribunale der Apostolischen Signatur. Während der Amtszeit von Papst Alexander VII. war er Generalkommissar von Rom.
Seine Wahl zum Titularerzbischof von Tarsus erfolgte am 2. Dezember 1658 mit Dispens, da er noch nicht zum Priester geweiht war. Die Weihe erfolgte am 8. Dezember 1658 in Rom durch Kardinal Giulio Rospigliosi. Als  Co-Consecratoren fungierten Cristoforo Segni, der Titularerzbischof von Thessaloniki, und Marcantonio Oddi, Titularbischof von Hierapolis.
Am 24. Dezember 1658 wurde er Nuntius in Savoyen. Am 10. Januar 1659 wurde er Generalkommissar des Fürstentums Masserani und am 26. April 1664 ordentlicher Nuntius in Frankreich.
Im Konsistorium vom 15. Februar 1666 erhob Papst Alexander VII. Roberti zum Kardinal in pectore. Die Veröffentlichung erfolgte im Konsistorium vom 7. März 1667. Noch im gleichen Jahr nahm Kardinal Roberti am Konklave teil, in dem Papst Clemens IX. gewählt wurde.
Am 18. Juli 1667 erhielt den roten Hut und den Titel von Santa Maria in Ara Coeli. Seine Ernennung zum Apostolischen Legaten der Romagna erfolgte am 22. August 1667. Roberti nahm auch am Konklave 1669–1670 teil, aus dem Clemens X. als neuer Pontifex maximus hervorging.
Carlo Roberti verstarb am 14. Februar 1673 gegen 18.00 Uhr in Rom. Seine Beisetzung erfolgte am 16. Februar 1673 in der Kapelle San Sebastiano der Kirche Sant’Andrea della Valle in Rom.